# Teucholabis nodipes
Teucholabis nodipes är en tvåvingeart. Teucholabis nodipes ingår i släktet Teucholabis och familjen småharkrankar.

## Underarter
Arten delas in i följande underarter:
- T. n. clitelligera
- T. n. ephippigera
- T. n. latifascia
- T. n. marleyi
- T. n. nodipes
- T. n. praescutellaris
- T. n. rubrithorax